# Ophidius
Ophidius là một chi bọ cánh cứng trong họ 
Elateridae.
Chi này được miêu tả khoa học năm 1863 bởi Candèze.

## Các loài
Các loài trong chi này gồm:
- Ophidius dracunculus Candèze, 1863
- Ophidius elegans Candèze, 1863
- Ophidius histrio (Boisduval, 1835)
- Ophidius vericulatus Neboiss, 1975